# Гунічев Єгор Максимович
Єгор Максимович Гунічев (нар. 31 грудня 2003, Слов'янськ, Донецька область, Україна) — український футболіст, центральний нападник «Миная».

## Клубна кар'єра
Народився в місті Слов'янськ Донецької області. У ДЮФЛУ з 2016 по 2019 рік виступав за Коледж імені Сергія Бубки, а з 2019 року захищає кольори «Краматорська». Влітку 2020 року переведений до першої команди «городян». У футболці «Краматорська» дебютував 5 серпня 2020 року в програному (1:2) домашньому поєдинку 1-го туру Першої ліги України проти одеського «Чорноморця». Єгор вийшов на поле на 90-й хвилині, замінивши Андрія Сорокіна. Першим голом у професіональному футболі відзначився 16 травня 2021 року на 77-й хвилині переможного (2:1) виїзного поєдинку 26-го туру Першої ліги України проти житомирського «Полісся». Гунічев вийшов на поле на 75-й хвилині, замінивши Дениса Скотаренка.

## Кар'єра в збірній
На початку жовтня 2021 року Володимир Єзерський вперше викликав Єгора Гунічеві до юнацької збірної України (U-19). У футболці юнацької збірної України U-19 дебютував 6 жовтня 2021 року в переможному (4:2) домашньому поєдинку кваліфікації чемпіонату Європи 2022 року проти Мальти. Єгор вийшов на поле в стартовому складі, а на 46-й хвилині його замінив Артур Микитишин.